# Campylopus flexuosus
Campylopus flexuosus (deutsch Bogiges Krummstielmoos) ist eine Laubmoos-Art aus der Familie Leucobryaceae.

## Merkmale
Campylopus flexuosus bildet bis 6 Zentimeter hohe dichte dunkelgrüne Rasen. Die Stämmchen tragen einen rotbraunen Rhizoidenfilz. Die Blätter sind 5 bis 7 Millimeter lang, aufrecht abstehend bis etwas einseitswendig, linealisch-pfriemenförmig mit röhrenförmiger Pfrieme und gezähnter Blattspitze. 
Die Blattrippe nimmt am Blattgrund etwa ein Drittel bis drei Fünftel der Blattbreite ein. Der Querschnitt der Rippe zeigt an der Unterseite (dorsal) Stereidengruppen, eine mittlere Lage Deuterzellen und an der Oberseite (ventral) eine Lage hyaliner Zellen auf, die kleiner und meist zahlreicher sind als die mittleren Deuterzellen.
Die deutlich abgesetzten Blattflügelzellen sind gewöhnlich rötlich oder bräunlich, die Laminazellen der Blattbasis rechteckig und dickwandig, oben kurz rechteckig bis rautenförmig.
Für die vegetative Vermehrung werden Bruttriebe und Brutknospen ausgebildet. Beim Darüberstreichen über den Rasen bleiben diese darauf liegen und bilden so ein geländetaugliches Bestimmungsmerkmal.
Sporenkapseln sind nur selten vorhanden.

## Standortansprüche
Die Art ist kalkmeidend und wächst in Wäldern, Mooren und Heiden auf Rohhumus, Torf, morschem Holz, auf übererdeten Silikatfelsen und am Stammgrund von Bäumen, besonders von Buchen oder Birken. Sie ist vom Flachland bis zur montanen Höhenstufe zu finden.

## Verbreitung
Die subozeanische Art hat in Europa ihr Verbreitungsgebiet von Mittelitalien bis Mittelnorwegen, einschließlich Island, Färöer und Azoren; nach Osten hin bis zur Tatra. In Deutschland ist sie recht verbreitet und oft häufig.
Außereuropäische Vorkommen gibt es in Mittel- und Südostasien, im tropischen Afrika, in Nord- bis Südamerika, Australien und Neuseeland.